# Wood Islands Provincial Park
Wood Islands Provincial Park är en park i Kanada.   Den ligger i provinsen Prince Edward Island, i den östra delen av landet, 1 000 km öster om huvudstaden Ottawa. Wood Islands Provincial Park ligger 3 meter över havet.
Terrängen runt Wood Islands Provincial Park är platt. Havet är nära Wood Islands Provincial Park söderut. Trakten är glest befolkad. Närmaste större samhälle är Belfast, 18,0 km nordväst om Wood Islands Provincial Park. 
I omgivningarna runt Wood Islands Provincial Park växer i huvudsak blandskog.